# БТР-40
БТР-40 (ГАЗ-40) — советский лёгкий бронетранспортёр 1950-х годов, в силу специфики своего назначения по западной классификации также порой обозначается как бронеавтомобиль. 
ГАЗ-40 был скопирован ОКБ ГАЗа в 1947—1949 годах с американского бронетранспортёра M3 Scout Car и стал первым серийным бронетранспортёром СССР. В системе вооружений Вооружённых Сил СССР БТР-40 выполнял роль лёгкого бронетранспортёра, параллельно с более тяжёлым БТР-152. В отличие от последнего, БТР-40 использовался, помимо перевозки личного состава мотострелковых частей, преимущественно в качестве многоцелевой разведывательной, связной или командирской машины, а также артиллерийского тягача. Серийное производство БТР-40 осуществлялось ГАЗом с 1950 по 1960 год, всего было выпущено около 8500 машин этого типа в двух основных вариантах: базового многоцелевого бронетранспортёра и лёгкой пулемётной ЗСУ. БТР-40 использовался Советской Армией в 1950—1960-х годах, но с 1958 года постепенно стал вытесняться в большинстве своих ролей более совершенной машиной БРДМ-1, созданной на его основе, но окончательно был формально снят с вооружения ВС России лишь в 1993 году. БТР-40 также активно поставлялся на экспорт, по меньшей мере в 18 государств, как партнёрам СССР по ОВД, так и третьим государствам, и использовался во многих локальных конфликтах. Хотя по состоянию на 2010 год большинство бронетранспортёров этого типа были сняты с вооружения, ряд государств продолжает использовать машины этого типа.

## История создания

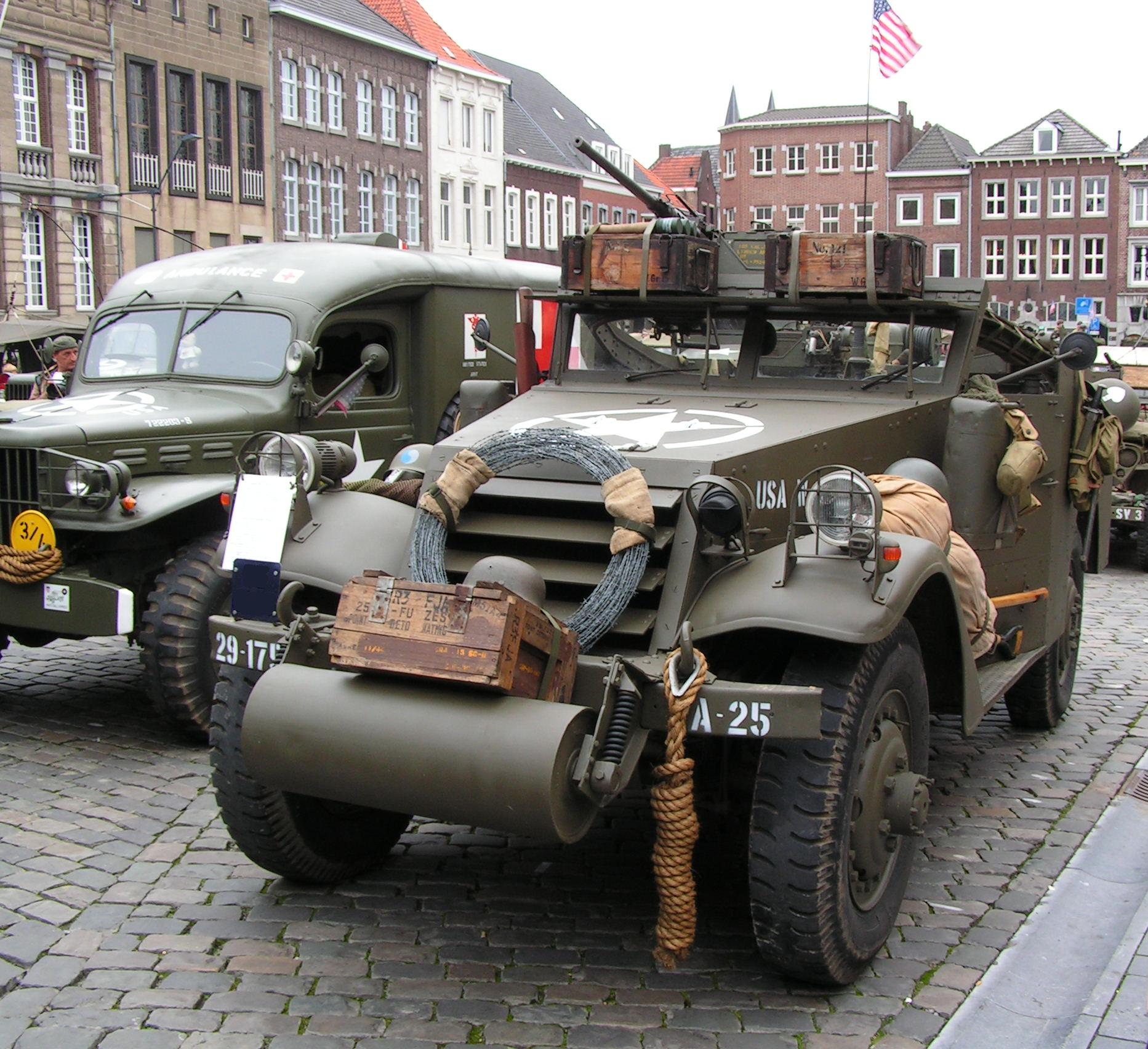
Оригинальный американский M3A1 Scout, служивший прототипом БТР-40

В 1947 году группа инженеров ОКБ спецмашин Горьковского автозавода под руководством В. А. Дедкова (ведущий конструктор В. К. Рубцов) начертила «проект 141» колёсной бронированной машины (бронетранспортёра) ГАЗ-40 с несущим корпусом 6-мм — 8-мм бронирования (производства Муромского паровозоремонтного завода), используя в качестве прототипа M3A1 Scout.
БТР создавался на базе агрегатов грузовика ГАЗ-63. Колёсная база на ГАЗ-40 была укорочена до 2,7 м, в подвеске применены дополнительные гидроамортизаторы, применён форсированный до 78 л.с. двигатель ГАЗ-40 (на базе ГАЗ-11), обеспечивший 5,3-тонной машине удельную мощность 14,7 л.с./т и максимальную скорость 80 км/ч. Бронетранспортёр оснащался лебёдкой, радиостанцией и штатным станковым 7,62-мм пулемётом Горюнова (СГ-43).
Экипаж составлял два человека, вход и выход которых осуществлялся через боковые бронедверцы, а в боевом отделении помещались 8 десантников с личным вооружением, которые могли вести огонь через бойницы в бортах, они садились в машину через заднюю двустворчатую дверь, а покидать её в бою могли как через дверь, так и через борта. В 1956 году появился БТР-40В, оснащённый централизованной системой регулирования давления воздуха в шинах и самоблокирующимся дифференциалом сухарного типа. Он также оснащался фильтровентиляционной системой, позволившей применять БТР-40В в условиях химической и бактериологической войны. По итогам советского вторжения в Венгрию в 1956 году, где экипажи открытых сверху БТРов страдали от огня с верхних этажей зданий, в 1958 году была создана полностью закрытая модификация БТР-40Б с четырьмя бронелюками в крыше. Серийно БТР-40 производился на ГАЗе в 1950—1960 годах. Снят с вооружения ВС России в 1993 году.

## Модификации
Советский Союз

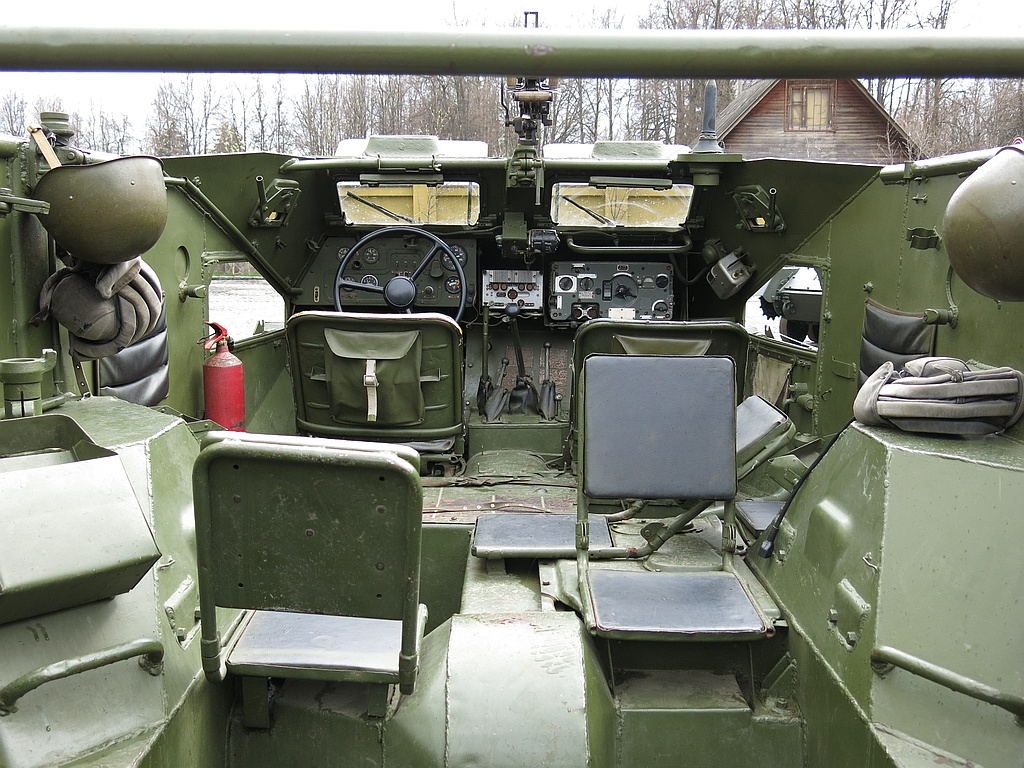

- БТР-40 (1947) — базовая модель с открытым верхом.
- БТР-40 (1948) — опытный с 14,5-мм пулемётом КПВ[10]
- БТР-40А (1951) — машина противовоздушной обороны (ПВО), оснащённая зенитной установкой ЗТПУ-2 со спаренными 14,5-мм пулемётами КПВ, боевая масса 5,6 т.
- БТР-40В (1956) — опытный, с централизованной системой регулирования давления воздуха в шинах и самоблокирующимся дифференциалом сухарикового типа. Оснащался фильтровентиляционной системой. Небольшая серия в 1957 г.
- БТР-40Б (1958) — с броневой крышей корпуса, серия в 1957-60 гг. Лоб корпуса — 6-8 мм. Экипаж — 2+6 чел. Вес — 5,3 т. Создана по итогам событий в Венгрии.
- БТР-40РХ — машина химической разведки. С ВПХР, автоматическим газоанализатором, радиометром-рентгенметром ДП-5А, рентгенметром ДП-3Б
- БТР-40А ж.д. (1969) — модификация для железнодорожных войск, оборудованная устройством (дополнительными подъёмными колёсами с ребордами) для передвижения по железнодорожным путям; переоборудовалась непосредственно в частях.

Китайская Народная Республика
- Тип 55 — Китайская лицензионная копия БТР-40.

Куба
- БТР-40А-АА — кубинская машина противовоздушной обороны, оснащённая зенитной установкой ЗТПУ-2.
- БТР-40А-РВ — кубинский БТР-40, вооружённый противотанковыми управляемыми ракетами Laucher.
- Jababli — кубинский БТР-40, оснащённый ПТУР ЗМ11 «Фаланга».

ГДР
- SPW-40 — немецкое обозначение БТР-40.
- SPW-40A — немецкое обозначение БТР-40А.
- SPW-40Ch — немецкое обозначение БТР-40Х.
- SPW-40, превращённый в истребитель танков, вооружённый ПУ 9П110 с ПТУР «Малютка». Десантное отделение с крышей. Бойницы в бортах, предназначенные для ведения огня из личного оружия отсутствуют[11][12].

Индонезия
БТР-40 Retrofit TNI-AD/Polri — глубокая модернизация БТР-40 индонезийской армии в 1995—1996 годах, вызванная отсутствием запчастей к имеющимся на вооружении 85 бронеавтомобилям и постановки вопроса о сдаче машин в металлолом. При модернизации была произведена замена силового агрегата на 4-цилиндровый дизель Isuzu 4BE1, что дало повышение максимальной скорости до 100 км/ч и запаса хода до 660 км при собственной массе в 4960 кг. Машины получили бронированную крышу десантного отделения, новое бронированное остекление толщиной 62 мм, кондиционер, новую электрическую лебёдку RE10.000, радиостанцию PRC 64, с обеих сторон корпуса имеются четыре пусковых установки дымовых гранат и прожектор на левой стороне корпуса для использования в огневой поддержке.
Бронетранспортёры имеют различные варианты исполнения и вооружения:
- с 7,62-мм пулемётом на турели командира;
- с 12,7-мм пулемётом в башне;
- с 40-мм автоматическим гранатомётом на турели в виде «башни» кубической формы в верхней части надстройки внутри десантного отделения.

Израиль
Трофейные БТР-40, оснащённый креплениями для американских пулемётов M1919A4. Один пулемёт располагался в передней части десантного отделения, два других по обеим сторонам корпуса. Также оборудован большим количеством держателей на корпусе. Также часть БТР-40, оснащались 20-мм спаренной зенитной артиллерийской установкой ТСМ-20.

## Тактико-технические характеристики
|                                     | БТР-40 | БТР-40ЖД | БТР-40А | БТР-40В | БТР-40Б |
| ----------------------------------- | ------ | -------- | ------- | ------- | ------- |
| Колёсная формула                    | 4 × 4  | 4 × 4    | 4 × 4   | 4 × 4   | 4 × 4   |
| Боевая масса, кг                    | 5300   | 5800     | 5600    | 5300    | 5300    |
| Длина, мм                           | 5000   | 5000     | 5000    | 5000    | 5000    |
| Ширина, мм                          | 1900   | 1900     | 1900    | 1900    | 1900    |
| Высота, мм                          | 1830   | 2230     | 2330    | 1930    | 2060    |
| Дорожный просвет, мм                | 276    | 276      | 276     | 276     | 276     |
| Скорость, км/ч                      | 79     | 78       | 75      | 78      | 78      |
| Скорость по рельсам, км/ч           | —      | 65       | —       | —       | —       |
| Запас хода по шоссе, км             | 285    | —        | 285     | 285     | ?       |
| Глубина рва, м                      | 0,75   | 0,75     | 0,75    | 0,75    | 0,75    |
| Глубина брода, м                    | 0,90   | 0,90     | 0,90    | 0,90    | 0,90    |
| Высота вертикального препятствия, м | 0,47   | 0,47     | 0,47    | 0,47    | 0,47    |
| Экипаж, чел.                        | 2      | 2        | 4—5     | 2       | 2       |
| Десант, чел.                        | 8      | 8        | —       | 8       | 6       |

## Операторы

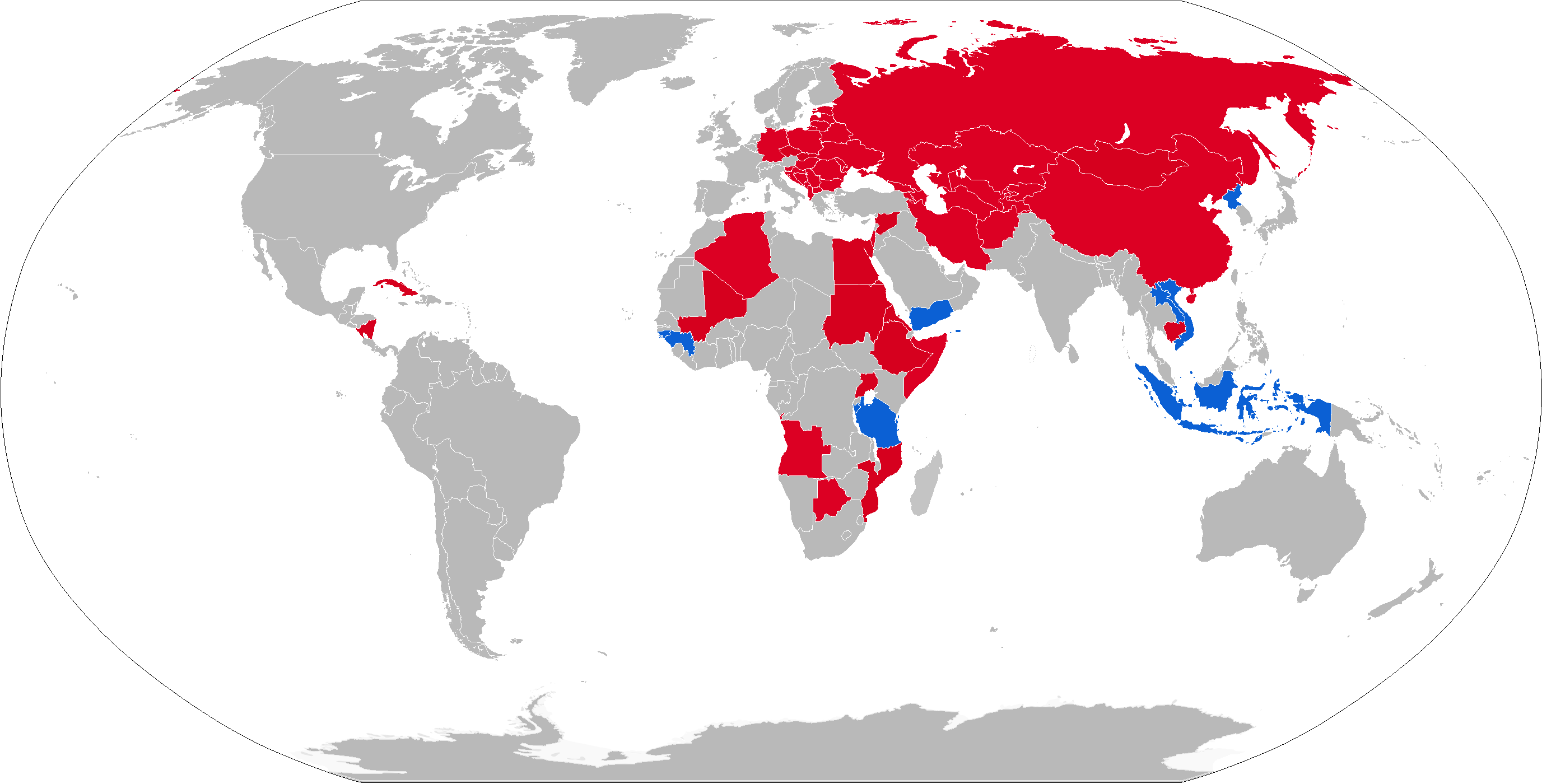
Операторы БТР-40 по состоянию на 2020 год

### Современные
- Бурунди — 20 БТР-40, по состоянию на 2024 год[16]
- Гвинея — 16 БТР-40, по состоянию на 2024 год[16]
- Гвинея-Бисау — 35 БТР-40 и БТР-60, по состоянию на 2024 год. Всего поставлено 15 БТР-40.[16][17]
- Вьетнам — 1100 БТР-40/60/152, по состоянию на 2024 год. Всего поставлено 100 БТР-40.[16][17]
- Индонезия — 40 БТР-40, по состоянию на 2024 год[16]
- Йемен — некоторое количество БТР-40, по состоянию на 2024 год. Всего поставлено 130 БТР-40.[16][17]
- КНДР — некоторое количество БТР-40, по состоянию на 2024 год. Всего поставлено 350 БТР-40.[16][17]
- Лаос — 30 БТР-40 и БТР-60, по состоянию на 2024 год[16]
- Танзания — 10 БТР-40 и БТР-152, по состоянию на 2024 год[16]

### Бывшие
- Алжир — 100 единиц БТР-40 поставлены из СССР в период с 1966 по 1967 год[18]
- Ангола — 32 единицы БТР-40 поставлены из СССР в 1975 году[18]
- Афганистан — некоторое количество БТР-40, по состоянию на 2010 год[19]
- Болгария — 150 единиц БТР-40 поставлены из СССР в период с 1955 по 1957 год[18]
- Венгрия — 200 единиц БТР-40 поставлены из СССР в 1953 году[18]
- ГДР — 300 единиц БТР-40 поставлены из СССР в период с 1956 по 1957 год[18]
- Египет — 230 единиц БТР-40, по состоянию на 2015 год[20]
- Израиль — 6 БТР-40, по состоянию на 2010 год[21]
- Китай — 100 единиц БТР-40 поставлены из СССР в период с 1957 по 1960 год, затем производились в Китае под обозначением «Тип 55»[18]
- Куба — до 100 БТР-40, по состоянию на 2016 год[22]
- Мали — 30 БТР-40, по состоянию на 2010 год[23]
- Монголия — до 200 БТР-40, по состоянию на 2016 год[24]
- Никарагуа — до 20 БТР-40, по состоянию на 2016 год[25]
- Польша — 400 единиц БТР-40 поставлены из СССР в период с 1952 по 1955 год[18]
- Северный Йемен — 70 единиц БТР-40 поставлены из СССР в 1961 году[18]
- Сербия и Черногория — 40 единиц БТР-40 поставлены из СССР в 1962 году[18]
- Сирия — некоторое количество БТР-40, по состоянию на 2010 год[26]

- Сомали — 60 единиц БТР-40 поставлены из СССР в 1965 году[18]
- Уганда — 10 единиц БТР-40 поставлены из СССР в период с 1968 по 1970 год[18], 50 единиц БТР-40 поставлены из СССР в период с 1973 по 1975 год[18]
- Эфиопия — 100 единиц БТР-40 поставлены из СССР в период с 1977 по 1978 год[18]
- Южный Йемен — 60 единиц БТР-40 поставлены из СССР в 1973 году[18]

## Где можно увидеть
- Россия:

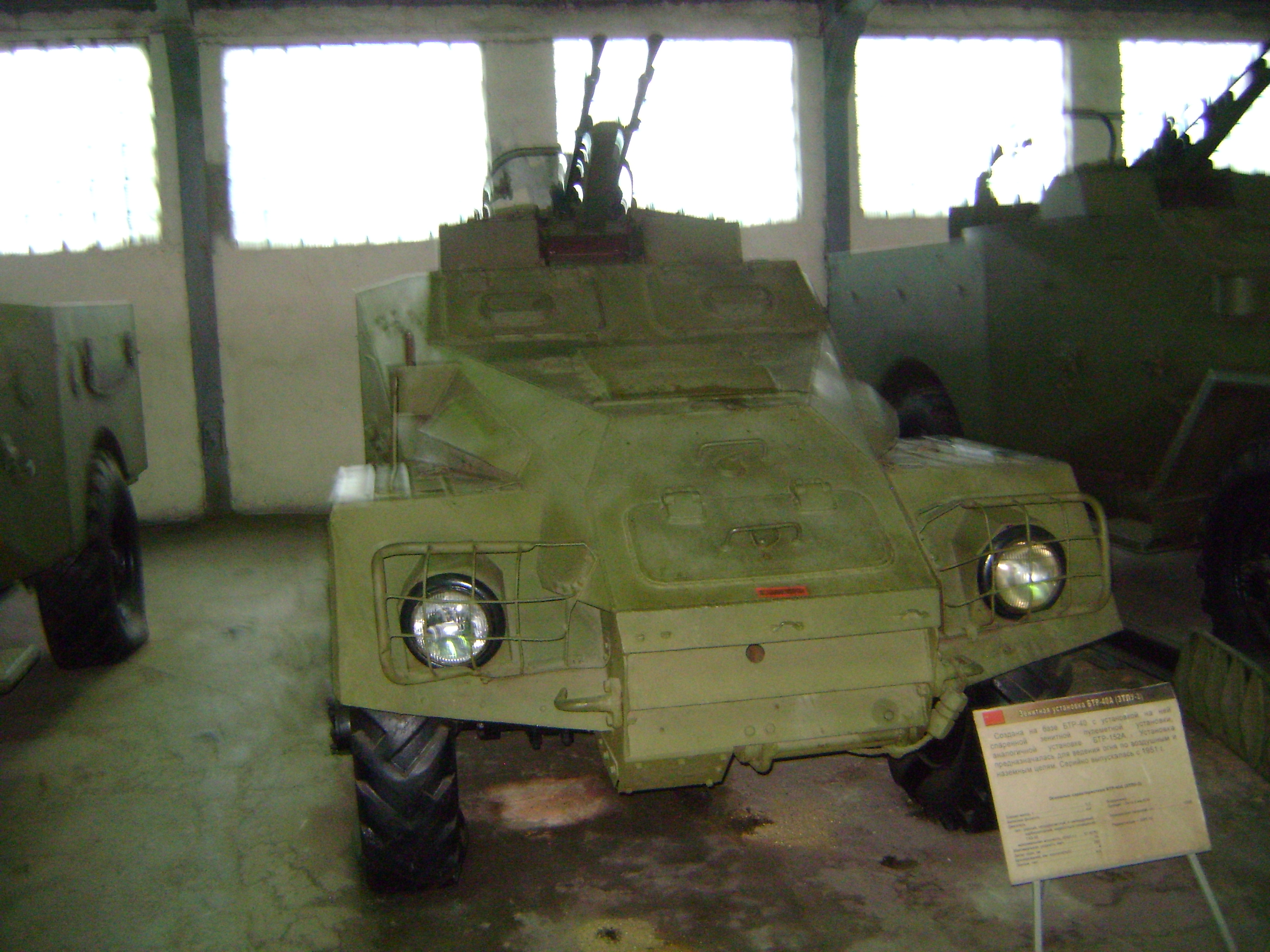
БТР-40А в Бронетанковом музее в Кубинке.

  - Верхняя Пышма (Свердловская область) - Музейный комплекс УГМК;
  - Красногорский район (Московская область) — БТР-40ЖД в Музее техники Вадима Задорожного;
  - Кубинка — БТР-40А в Бронетанковом музее;
  - Брянск — Мемориальный комплекс «Партизанская поляна»;
  - Краснодар — БТР-40Б в Музее военной техники в Парке культуры и отдыха имени 30-летия Победы;
  - Темрюк — музей Военная горка;
  - Падиково — Музей отечественной военной истории в Истринском районе Московской области.
  - Владивосток — историко-технический музей при военно-патриотическом клубе «Техника XX века в Приморском крае» (Садгород).
  - Челябинск — историко-технический музей при военно-историческом клубе «Дивизион» (ул.Товарный Двор, 14).
  - Тимашёвск - памятник на территории 97-го отдельного путевого железнодорожного батальона.
  - Чита - Музей истории войск Сибирского военного округа.
- Израиль:
  - Латрун — Музей Израильских танковых войск;
  - Тель-Авив — Музей Армии обороны Израиля;
- Молдова:
  - Кишинёв — Музей военной истории Молдавии;
- Польша:
  - Варшава — Музей польской военной техники.
- США:
  - Портола-Вэлли[англ.] — Музей бронетехники Жака Литтлфилда[англ.].

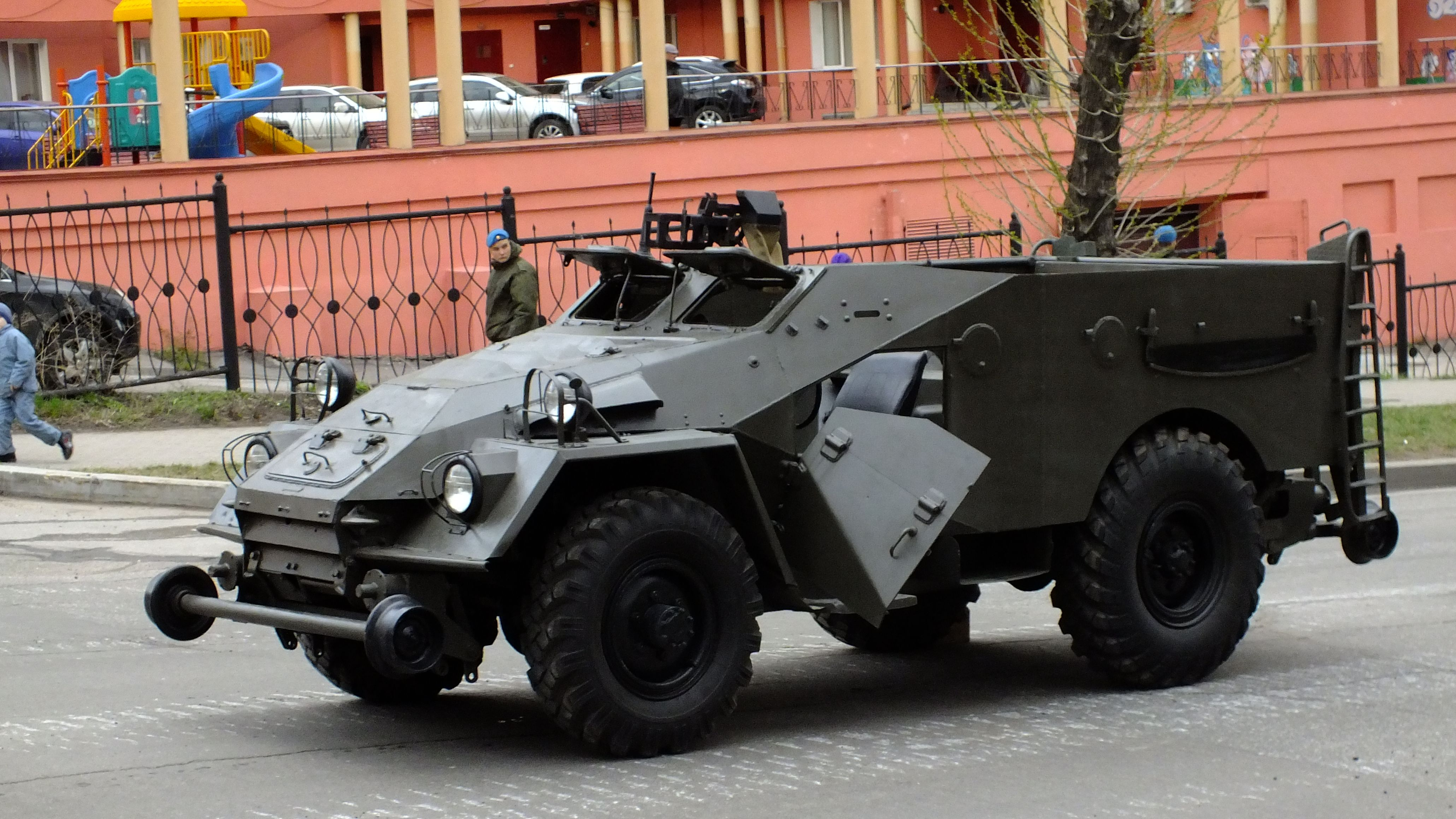
Железнодорожный БТР-40 на параде Победы 9 мая 2015 года, Хабаровск
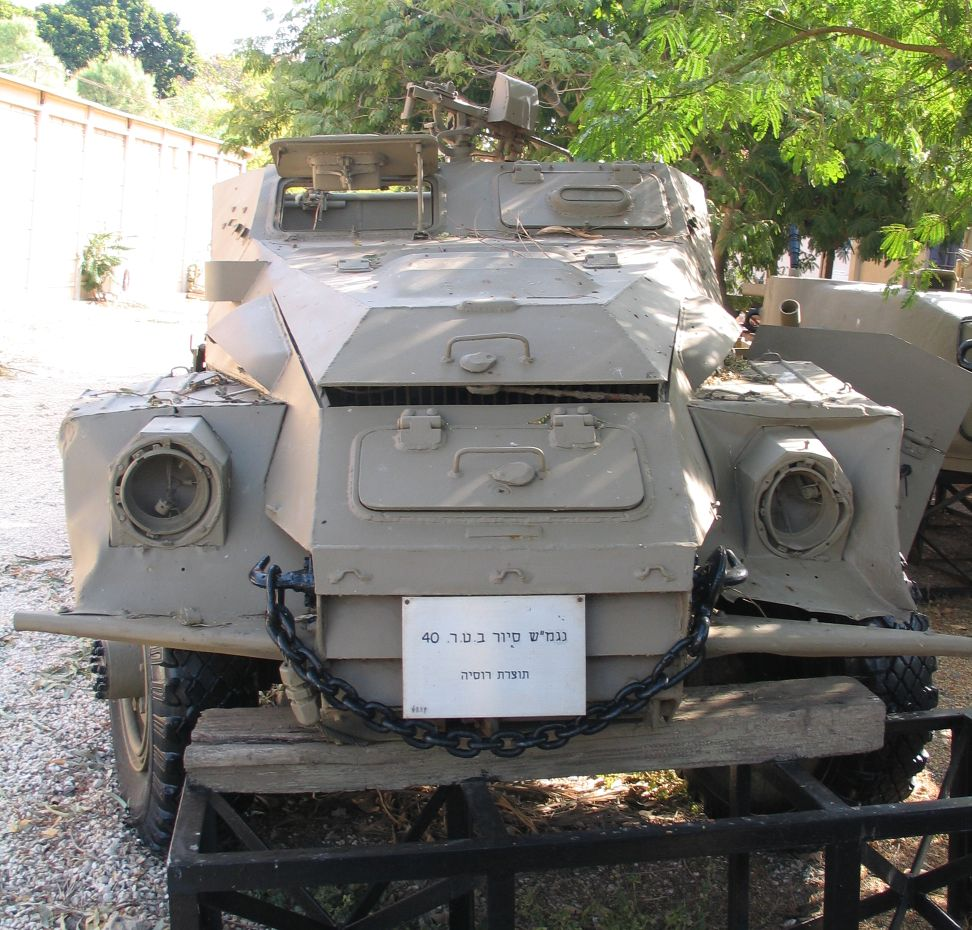
В музее Армии обороны Израиля
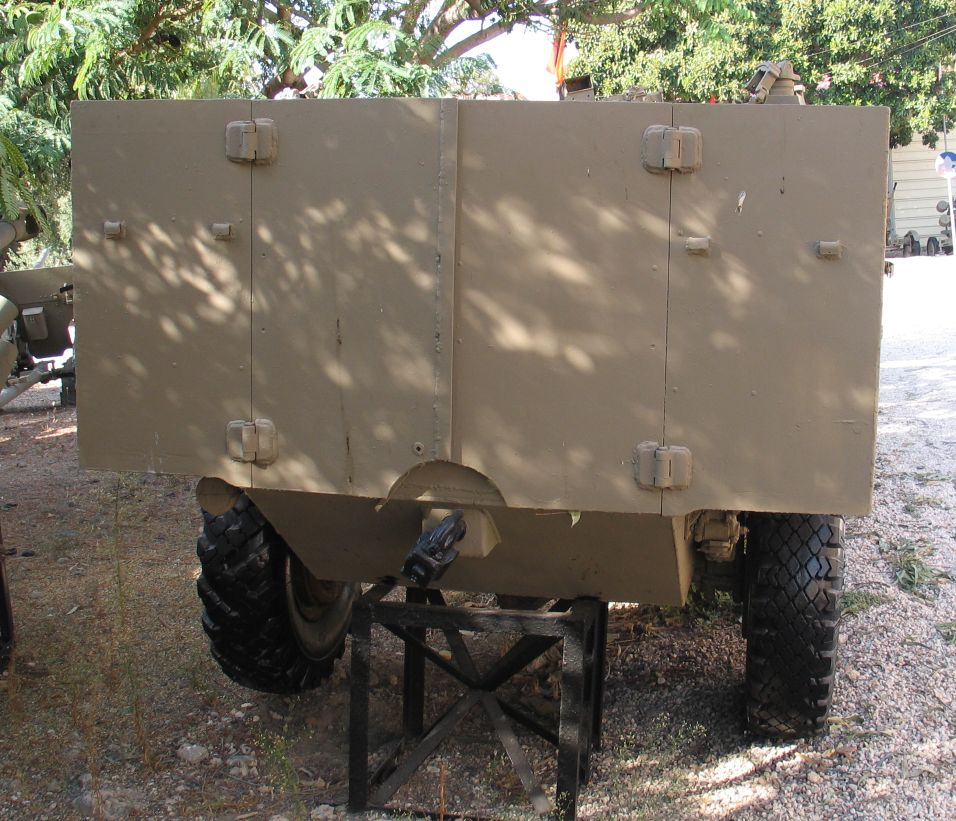
В музее Армии обороны Израиля
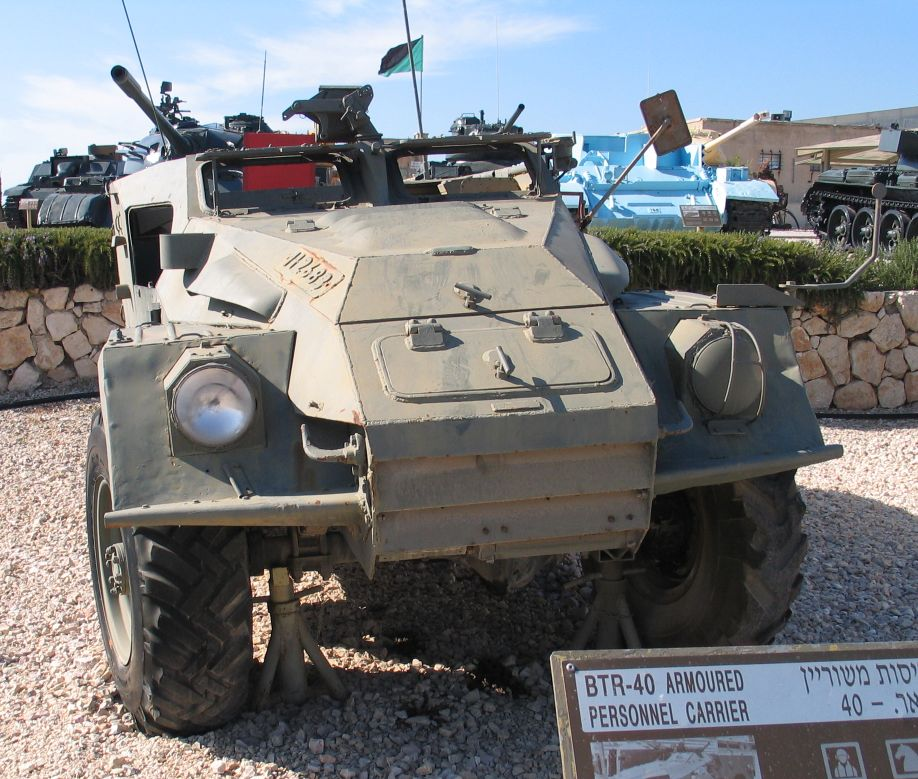
Музей Израильских танковых войск
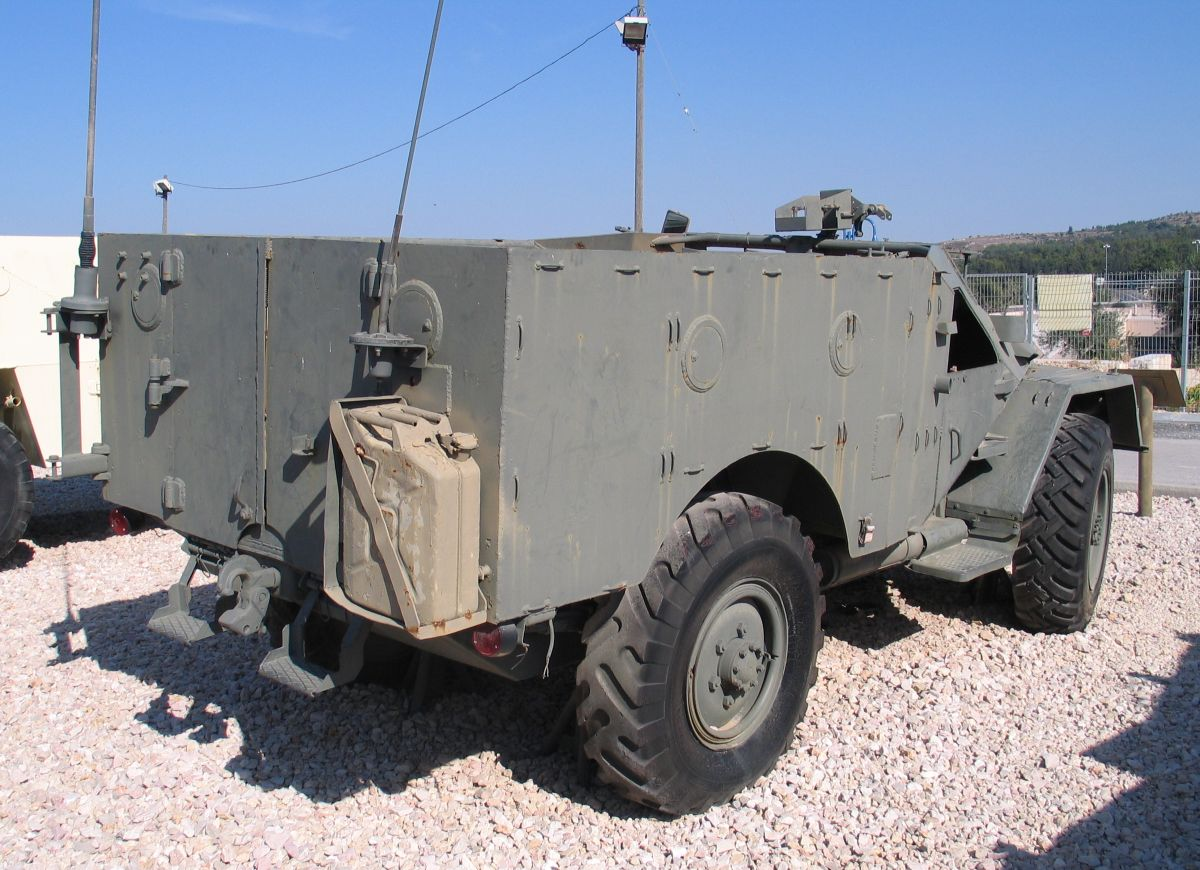
Музей Израильских танковых войск
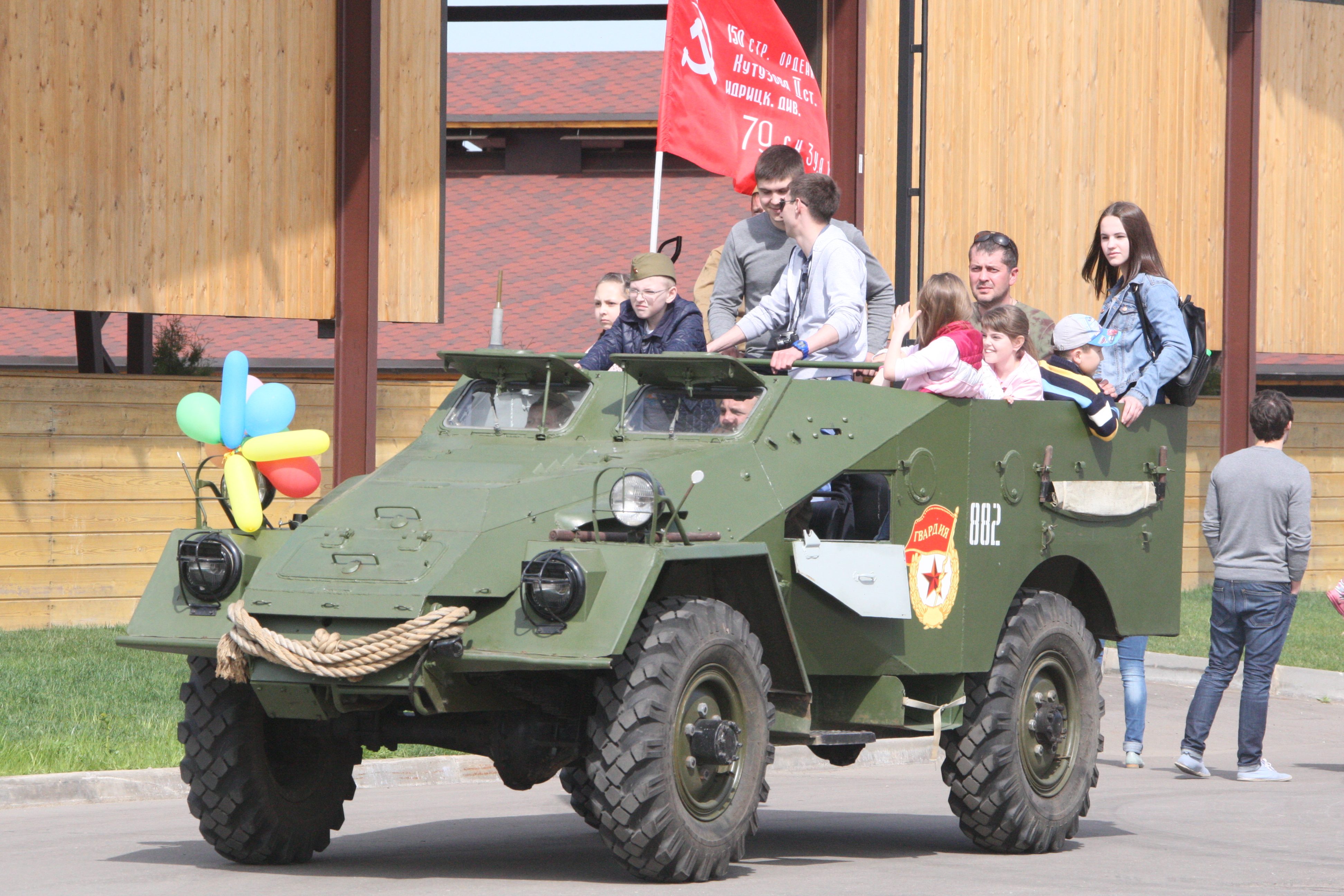
Музей отечественной военной истории